# Ляликова, Надежда Ивановна
Надежда Ивановна Ляликова (23 сентября [5 октября] 1897, Николаевский уезд, Самарская губерния — 1971, Щучанский район, Курганская область) — советский врач (хирург и акушер-гинеколог) и политический деятель, капитан медицинской службы.

## Биография
Надежда Ляликова родилась 23 сентября 1897 года в семье лесника на хуторе Самарского лесничества Николаевского уезда Самарской губернии, ныне хутор не существует. Территория хутора находится в Чапаевском лесничестве Пугачёвского лесхоза Краснопартизанского района Саратовской области.
В 1918 году окончила среднюю школу в городе Самаре.
С 1919 года — на хозяйственной, общественной и политической работе. В 1919—1923 годах — студентка медицинского факультета Самарского медицинского университета. В связи с болезнью учёбу оставила.
В 1931 году окончила Молотовский медицинский институт и была направлена заведующей Сафакулевской больницей Челябинской области.
В 1932 году перевелась в Чумлякскую больницу Щучанского района. Работала ординатором, затем заведующей акушерско-гинекологическим отделением. Освоила специальность хирурга. С 1938 года начала оперировать и в соседних районах: Галкинском и Сафакулевском. До 1941 года была ведущим хирургом на три района, выезжала на экстренные операции. По четвергам был выездной патронатный день, когда бригада медиков на лошади объезжала все близлежащие деревни с целью обследования и оказания медицинской помощи населению. В своих записях Ляликова Н. И. сообщает, что в период 1930-40-х годов путем профилактической работы с людьми были искоренены многие социальные болезни, в особенности детские.
В годы Великой Отечественной войны капитан медицинской службы Ляликова работала ведущим хирургом в эвакогоспитале № 3121 «Озеро Горькое».
С 1945 по 1957 годы возглавляла Чумлякский сельский врачебный пункт Курганской области.
Избиралась депутатом Верховного Совета СССР 3-го созыва и Щучанского районного Совета депутатов трудящихся.
Надежда Ивановна Ляликова умерла <когда (число и месяц)?> в 1971 году <где?>. Похоронена <где?>.

## Награды
- Звание «Заслуженный врач РСФСР»
- Медаль «За победу над Германией в Великой Отечественной войне 1941—1945 гг.»
- Медаль «За доблестный труд в Великой Отечественной войне 1941—1945 гг.»
- Значок «Отличнику здравоохранения»

## Память
- Улица Ляликовой в северо-восточной части села Чумляк Щучанского муниципального округа Курганской области.
- На доме, где жила Ляликова, установлена мемориальная доска.